# El poder brutal
El poder brutal. llamado también La cara del diablo, se encuentra ubicado en la provincia de Pichincha, cantón Mejía, parroquia de Manuel Cornejo Astorga “Tandapi”, es una escultura, muy conocida en Ecuador, labrada en roca pura y cubierta con cemento, en la ladera de una montaña junto a una carretera. Representa el poder del hombre para la toma de decisiones, y su figura es el resultado de la mezcla del rostro de varios animales. Está ubicada en la vía Alóag - Santo Domingo a 5 km del poblado de Tandapi, por lo que también suele ser denominada El diablo de Tandapi. Es especialmente notoria por su tamaño y conocida ya que por aquí circula el itinerario terrestre Quito-Guayaquil y viceversa. 
Es un motivo de curiosidad de quienes circulan por el lugar, pese a que está descuidado. La figura, que está a 30 metros del suelo, tiene 20 metros de alto y sobresale en la punta de una loma que da hacia la curva de la vía. El rostro tiene dos cuernos que se elevan sobre la frente; la nariz puntiaguda, la boca, semiabierta, deja al descubierto dos colmillos. En la base está escrita la frase, en mayúsculas, "El poder brutal".

## Historia
Fue esculpida entre 1984 y 1986, por César Octaviano Cristóbal Buenaño Núñez, tractorista empleado del Ministerio de Obras Públicas. Este nació en Ambato y vivió en Santo Domingo de los Colorados, murió en 2001 a causa de leucemia. Apenas culminó la educación primaria y carecía de formación artística profesional, sin embargo se autoeducó toda su vida y con gran habilidad reunió varios millones de sucres (en ese tiempo la moneda de curso) y durante más de un año en su tiempo libre esculpió en la roca de la montaña "El poder brutal". Hasta antes de esta escultura sólo su familia y amigos más cercanos conocían de sus habilidades plásticas.
El Ministerio de Obras Públicas le encargó que derrocase una montaña, en una curva pronunciada, en el km. 50 de la vía Alóag - Santo Domingo. La peña impedía la visibilidad a los conductores y causaba accidentes. Buenaño comenzó su trabajo con un tractor Payloader, en esa excavación se encontró con una roca gigante, aunque dúctil para la escultura, y se decidió a esculpirla. 
Primero esbozó la escultura y, adicional al diseño, el escultor elaboró sus propias herramientas, como cinceles, combos y martillos, y también un sistema de poleas para deslizarse mientras esculpía la roca. Bueñano derrocaba la montaña con su tractor entre las 06:00 y las 15:00 del día. A partir de esta hora empezaba a labrar la roca hasta las 21:00. Con su tractor se abrió paso en la montaña con mucho cuidado con el propósito de que su enorme escultura no se exhibiese antes de estar terminada. Cuando la escultura estuvo casi terminada, el Ministerio exigió a Buenaño que culminase el derrocamiento de la montaña. Con una carga de dinamita la escultura apareció de un día para otro, junto con una serie de leyendas y fantasías.
Comentaba durante la construcción a sus amigos que "al esculpir la figura que representaba al demonio, él dejaría en paz a los conductores", haciendo referencia a los accidentes que se dan por la curvas pronunciadas del carretero de la zona y por los abismos circundantes. También decía que "si la Virgen y los santos tienen sus esculturas, por qué no puede el diablo tener la suya", haciendo referencia a un pequeño santuario católico ubicado a 10 km de distancia.

## Simbolismo
Algunas veces circulan relatos en torno a las motivaciones del escultor o su significado, relacionados con su supuesta inspiración satánica, aunque son historias más apegadas al rumor y la leyenda que a un relato verificable.
Octaviano Buenaño tenía la motivación de dejar un mensaje de sabiduría a la humanidad a través de la escultura. El poder brutal no sólo representa al diablo por sus rastros físicos, sino que su mayor significado es el poder brutal de nuestro interior, el poder de decisión que poseemos los hombres y que nadie puede obligar a otros a hacer cosas que no se desean. Físicamente representa al hombre razonable y al hombre inconsciente; la escultura está basada en rastros físicos de hombre y animal, animal porque somos inconscientes (colmillos, orejas) y razonable porque el hombre es pensante (ojos, nariz). Cabe recalcar que el escultor fue muy religioso.

## Zona
Está ubicado en una zona geográfica límite entre la Región Litoral o Costa y la Región Interandina o Sierra, transitoria entre climas, vegetaciones y culturas distintas, al atardedecer se ve cubierta en neblina todos los días, los precipicios son violentos. Hasta la década de los 90 la vía donde está ubicada la estatua fue el único carretero entre la Costa y la Sierra ecuatoriana, y hasta el día de hoy sigue siendo el camino más transitado de toda la república.